# Silnice II/133
II/133 je silnice 2. třídy, která spojuje obce v okrese Pelhřimov (Horní Cerekev - Nový Rychnov a Vyskytnou). Její celková délka je 15,197 km. Ve skutečnosti končí na okrese Jihlava zaústěním do silnice II/602 u Vyskytné, ale tento uzlový bod je přiřazen do okresu Pelhřimov.

## Vedení silnice
Okres Pelhřimov - kraj Vysočina
- celková délka 15,197 km - mostů: 1
| Místo         | km     | Cíl                  | Poznámka |
| ------------- | ------ | -------------------- | -------- |
| Horní Cerekev | 0,000  | Telč/Pelhřimov       | vyústění |
|               | 4,164  | III/1331 Těšenov     |          |
| Nový Rychnov  | 7,921  | III/1332 Čejkov      |          |
| Nový Rychnov  | 8,388  | III/1335 Rohozná     |          |
| Nový Rychnov  | 8,576  | III/1333 Sázava      |          |
| Vyskytná      | 13,729 | III/1339 Sázava      |          |
| Vyskytná      | 14,022 | III/13310 střed obce |          |
|               | 15,197 | Jihlava/Pelhřimov    | zaústění |